# Sogecable
Sogecable, S.A mit Sitz in Madrid ist das führende Pay-TV-Unternehmen in Spanien. Die Gründung erfolgte 1989. 
Das Unternehmen beschäftigte im Jahr 2007 1.867 Mitarbeiter und erzielte einen Umsatz in Höhe von 1.809,5 Mio €.
Das Unternehmen bietet eine Reihe von Fernsehkanälen an, unter anderem Canal+. Sogecable ist der Eigentümer des Kanals Cuatro TV, der am 7. November 2005 startete. Die spanischen Unternehmen PRISA und Telefónica halten bedeutende Anteile an Sogecable. 2008 erreichte das Unternehmen PRISA die Übernahme von 95 Prozent der Aktien an Sogecable.